# Осина (річка)
Осина, Стохід-Ясиня — річка у Маневецькому районі Волинської області, права притока Стоходу (басейн Дніпра).

## Опис
Довжина річки 22 км, похил річки — 0,53 м/км. Формується з багатьох безіменних струмків та декількох водойм. Площа басейну 108 км².

## Розташування
Бере початок на станції Троянівка. Тече переважно на північний захід і проти села Стобихва впадає у річку Стохід, праву притоку Прип'яті.
Населені пункти вздовж берегової смуги: Майдан, Черськ, Бережниця.